# Nicolas Abramtchik
Nicolas Abramtchik (en biélorusse : Мікола Абрамчык, Mikola Abramtchyk ; łacinka : Mikoła Abramčyk), né le 16 août 1903 à Sychaviche (ouïezd de Vileïski (en), Gouvernement de Vilna, Empire russe) et mort le 29 mai 1970 à Villepinte (Seine-Saint-Denis, France), est un homme politique et journaliste biélorusse, président de la Rada de la République démocratique biélorusse (gouvernement biélorusse en exil depuis 1919) de 1944 à la fin de sa vie.

## Biographie
Nicolas Abramtchik est diplômé d'un lycée biélorusse à Radachkovitchy. En 1924 il reçoit une bourse du gouvernement tchécoslovaque et la possibilité d'étudier à Prague. Lorsque le siège de la République populaire biélorusse est déplacé de Berlin à Prague en 1925, Nicolas Abramtchik devient un proche des dirigeants de la République populaire biélorusse en exil. Au début des années 1930 il se rend en France pour organiser des groupes biélorusses qui y étaient dispersés. À la veille du déclenchement de la Seconde Guerre mondiale il part pour Berlin, obtenant le consentement du gouvernement du Troisième Reich pour publier Ranitsa, un hebdomadaire en biélorusse. Entre 1939 et 1944 il est éditeur et promeut l'idée de construire un État biélorusse allié de l'Allemagne. Au milieu de 1944, face à la défaite des forces armées allemandes Abramtchik quitte Berlin pour Paris. Lors d'une conférence à Paris le 28 novembre 1947 il été élu président de la République populaire biélorusse, alors en conflit avec le Conseil Central de Biélorussie, dirigé par Radoslav Ostrovski. Dans les années 1950 et 1960, il préside également la Ligue pour la libération des peuples de l'URSS. Il est enterré au Cimetière du Père-Lachaise (59e division).